# Гальфе, Алоиз
 Алоиз Гальфе  (нем. Alois Halfe, Алоиз Хaльфе, в советских документах Алоиз Иосифович Гальфе, 1921 год, Цукмантель, Судетская область, Чехословакия — 27 января 1945 года, Москва) — сотрудник разведки нацистской Германии, переводчик команды Службы безопасности при имперском руководителе СС, специалист по подготовке агентов-радистов.

## Биография
Родился в 1921 году в селе Цукмантель (сейчас район города Дуби) близ Теплиц-Шёнау в Чехословакии, судетский немец.
Жил в Берлине, работал кадровым сотрудником немецкой политической разведки. С ноября 1942 года по май 1943 года — переводчик команды «Цеппелин-Норд» при оперативной группе А полиции безопасности СД на северном участке советско-германского фронта.
С мая по август 1943 года — курьер особых курсов СД в Ораниенбурге. Вероятно, был связан с соединением особого назначения «Фриденталь».
С августа 1943 года работал переводчиком в Хафель — институте, подразделении германских спецслужб, которое находилось в районе Ванзее под Берлином. Занимался новым радиооборудованием и подготовкой радистов для заброски в тыл советских войск.

### Арест и казнь
Был арестован в результате радиоигры «Загадка». 1 марта 1944 года советская контрразведка получила радиосообщение:
Гальфе прибудет скоро с вещами. Дайте советы, как он должен себя вести на вокзале в Егорьевске.
На следующий день от сотрудников советской контрразведки был отправлен ответ:
Гальфе сбросьте в форме ст. лейтенанта авиации в районе Егорьевска. Вещи пусть спрячет на месте. Рубли, доллары и другие ценные вещи возьмет с собой и утром прибудет на пассажирский вокзал в Егорьевск, который находится в 3 км от города. Пусть ни к кому за справками не обращается. Встретимся на перроне между 12 и 13 часами. Снабдите Гальфе лыжами, которые пусть спрячет при выходе на дорогу. Жду сообщения о старте.

Фальшивые деньги, изъятые у Гальфе.

Немецким командованием ему было поручено доставить диверсантам Бойкову и Северову посылку, в которой находилась рация, литература антисоветского содержания, печати, и несколько комплектов военного обмундирования и гражданской одежды, а также 5000 американских долларов и 500 000 советских рублей.
В ночь с 29 на 30 марта 1944 года Гальфе был сброшен с самолёта на парашюте, на следующий день был арестован сотрудниками НКВД на вокзале в Егорьевске. Бойков и Северов оказались сотрудниками советских спецслужб. При задержании у Гальфе были обнаружены пара револьверов системы Нагана, пистолет ТТ, охотничье ружье и другое снаряжение.
Из справки 4-го отдела ГУКР Смерш НКО СССР об аресте официального сотрудника германской разведки Алоиза Гальфе от 1 апреля 1944 года:
31 марта сего года по радиоигре «Загадка» (город Москва) из Берлина был вызван и арестован официальный сотрудник германской разведки: Гальфе Алоиз Иосифович, 1921 года рождения, уроженец мест. Цукмантель (близ Теплицшейнау, Чехословакия), немец, со слов, подданный Чехословакии. 2 брата служат в германской армии.
27 января 1945 года Особым совещанием при НКВД СССР осужден по статье 58-6 (шпионаж) и приговорен к высшей мере наказания — расстрелу. В этот же день приговор был приведён в исполнение.